# Női 3000 méteres síkfutás a 2015. évi nyári európai ifjúsági olimpiai fesztiválon
A 2015. évi nyári európai ifjúsági olimpiai fesztiválon az atlétikai versenyszámokat Tbilisziben rendezték. A női 3000 méteres síkfutást július 28.-án rendezték. 

## Rekordok
A versenyt megelőzően a következő rekordok voltak érvényben:
| Ifjúsági világrekord | Ningning Ma (Kína)     | 8:36.45 |
| EYOF rekord          | Terzic Amela (Szerbia) | 9:17.90 |

## Döntő
| H     | Név                   | Nemzet        | E        | Mj |
| ----- | --------------------- | ------------- | -------- | -- |
| Arany | Diane van Es          | Hollandia     | 9:58.49  |    |
| Ezüst | Tamara Mićević        | Szerbia       | 9:59.07  |    |
| Bronz | Justine Norbert Tinck | Belgium       | 9:59.81  |    |
| 4     | Emine Akbingöl        | Törökország   | 10:05.47 |    |
| 5     | Yuliya Khodakivska    | Ukrajna       | 10:31.19 | SB |
| 6     | Elena Pazman          | Horvátország  | 10:36.30 |    |
| 7     | Eliza Megger          | Lengyelország | 10:46.05 |    |
| 8     | Máté Anna             | Magyarország  | 10:46.78 |    |